# 14814 Gurij
14814 Gurij este un asteroid din centura principală de asteroizi.

## Descriere
14814 Gurij este un asteroid din centura principală de asteroizi. A fost descoperit pe 7 septembrie 1981 la Observatorul de Astrofizică din Crimeea de Liudmila Karacikina. El prezintă o orbită caracterizată de o semiaxă mare de 2,66 ua, o excentricitate de 0,25 și o înclinație de 10,7° în raport cu ecliptica.